# Таррип
Таррип (Тарип, Фаррип, Фарип) (др.-греч. Θαρύπας) — царь в Древнем Эпире из рода Пирридов, правивший примерно с 430/29 года до конца V века до н. э.
По наиболее распространённым сведениям, Таррип был сыном первого достоверно известного исторического правителя из династии Пирридов Адмета. Хотя Вершинин Л. Р. считает его скорее внуком последнего. По словам Павсания, от легендарного Пирра до Таррипа было «пятнадцать мужских поколений». При этом Плутарх отмечал, что ко времени Таррипа его род «захирел, впал в варварство и утратил былую власть».
Как указал Фукидид, во время малолетства Таррипа его опекуном был Сабилинф, выступивший в начале Пелопоннесской войны, в 429 году до н. э., во главе отряда молоссов и атинтанов на стороне спартанцев и их союзников. По свидетельству Юстина, для завершения образования Таррип был отправлен в Афины. По замечанию Вершинина, это визит стал важнейшим событием, официально закрепившим союз освободившихся от хаонской гегемонии молоссов с афинянами. Вернувшись же, Таррип «первый установил и законы, и сенат, и годичных магистратов, установив, таким образом, государственный строй». Тем самым реорганизовалось управление Молоссией, в которой имели большую силу традиционные родовые институты, и была создана стройная система органов власти, что стало важнейшим шагом на пути превращения аморфного племенного объединения в государство античного типа. При Таррипе было введено писанное законодательство. В стране стремительно стали развиваться товарно-денежные отношения. Активизировалась и внешняя политика молоссов. К концу V века до н. э. они присоединили не только земли феспротов, в том числе Додону, но и часть хаонских владений.
Как отмечали античные авторы, Тарипп прославил своё имя, просветив народ эллинскими обычаями и учёностью, и, даровав поданным более благоустроенную жизнь, был ими горячо любим. По оценке С. С. Казарова, фигура Тарипа, чьи реформы имели огромное историческое значение, незаслуженно терялась на фоне афинского законодателя Солона и Ликурга из Спарты.
Сыном Таррипа был Алкет.